# Yasser Nazmi
Yasser Nazmi (Catar; 23 de septiembre de 1973) es un exfutbolista de Catar que jugaba en la posición de centrocampista. Actualmente es entrenador asistente de Qatar U17.

## Carrera

### Club
| Periodo   | Club         |
| --------- | ------------ |
| 1992–2002 | Qatar SC     |
| 2002–2003 | Al-Rayyan SC |
| 2003–2007 | Qatar SC     |

### Selección nacional
Jugó para Qatar en 30 ocasiones de 1996 a 2004 y anotó cuatro goles; participó en la Copa Asiática 2000.

## Logros
- Copa Príncipe de la Corona de Catar (2): 2002, 2004
- Copa del Jeque Jassem (1): 1995